# Ștefești
Ștefești is een Roemeense gemeente in het district Prahova.
Ștefești telt 2478 inwoners.